# Paul Le Person
Paul Le Person (* 10. Februar 1931 in Argenteuil; † 8. August 2005 in Paris) war ein französischer Schauspieler.

## Leben
Ausgebildet wurde Paul Le Person in den Kursen von René Simon, Francis Blanche holte ihn in die Radiosendung Signé Furax. Zu seinen ersten kleinen Filmrollen zählten der Roger in Jean-Paul Rappeneaus Leben im Schloß (1965) und der Tankwart in Claude Lelouchs Ein Mann und eine Frau (1966). Bald folgen größere Rollen, so als Kumpel von Philippe Noiret in Yves Roberts Alexander, der Lebenskünstler (1967). Im Jahr 1968 spielte er in André Hunebelles Der Rächer aus dem Sarg den Freund des Helden; zusammen mit Edmond Dantès (Paul Barge) und der jungen Linda (Claude Jade) erlebte er Abenteuer in Südamerika und kehrte er später nach Frankreich zurück, um die Schurken (Michel Auclair, Raymond Pellegrin) zu überführen. Die beiden Filme von Robert und Hunebelle machten Paul Le Person populär. Sein größter Erfolg wurde 1972 seine Rolle als Perrache in Yves Roberts Der große Blonde mit dem schwarzen Schuh. Le Person spielte darin Jean Rocheforts Geheimdienstassistenten, der den blonden Pierre Richard immer wieder vor Mordanschlägen bewahrt. Diese Rolle spielte er auch in der Fortsetzung Der große Blonde kehrt zurück (1974). Es folgten Mitte der 1970er Jahre Nebenrollen: in Das Gespenst der Freiheit (1974) trat er als ein um Devotionalien pokernder Geistlicher auf, in Le Train – Nur ein Hauch von Glück als Gestapo-Kommissar. Eine größere Rolle gab ihm Jean-Jacques Annaud als Fußballfunktionär Lozerand in Damit ist die Sache für mich erledigt (1979). In den folgenden Jahren arbeitete er erneut mit Yves Robert (Der Zwilling, 1984), aber auch verstärkt in ernsteren Stoffen wie Die Flügel der Taube (Les Ailes de la colombe, 1981) als Dominique Sandas Vater.
Ab den 1950er Jahren spielte Paul Le Person auch regelmäßig am Theater.

## Filmografie (Auswahl)
- 1966: Leben im Schloß (La vie de château)
- 1966: Ein Mann und eine Frau (Un homme et une femme)
- 1967: Der Dieb von Paris (Le voleur)
- 1967: Der Millionen-Coup der Zwölf (Mise à sac)
- 1967: Die Dirne und der Narr (Un idiot à Paris)
- 1967: Allô Police (Fernsehserie, 1 Folge)
- 1968: Alexander, der Lebenskünstler (Alexandre le bienheureux)
- 1968: Der Rächer aus dem Sarg (Sous le signe de Monte-Cristo)
- 1970: Voyou oder Ein Strolch in Paris (Le Voyou)
- 1972: Alfred, die Knallerbse (Les malheurs d’Alfred)
- 1972: Der große Blonde mit dem schwarzen Schuh (Le grand blond avec une chaussure noire)
- 1973: Le Train – Nur ein Hauch von Glück (Le train)
- 1974: Das Gespenst der Freiheit (Le fantôme de la liberté)
- 1974: Der große Blonde kehrt zurück (Le retour du grand blond)
- 1977: Sein Freund Burns (L' Ancre de Misericorde)
- 1979: Damit ist die Sache für mich erledigt (Coup de tête)
- 1980: Traumpferd (Le cheval d’orgueil)
- 1981: Die Flügel der Taube (Les ailes de la colombe)
- 1981: Der blaue Panther (Livingstone, Fernsehfilm)
- 1982: Kommissar Moulin (Commissaire Moulin, Fernsehserie, Folge 2.04)
- 1984: Der Zwilling (Le jumeau)
- 1996: Eine Kindheit auf dem Montmartre (Les allumettes suédoises, Fernsehdreiteiler)
- 1996: Bernie
- 2001: Die Offizierskammer (La chambre des officiers)